# الباص السريع بين عمان والزرقاء

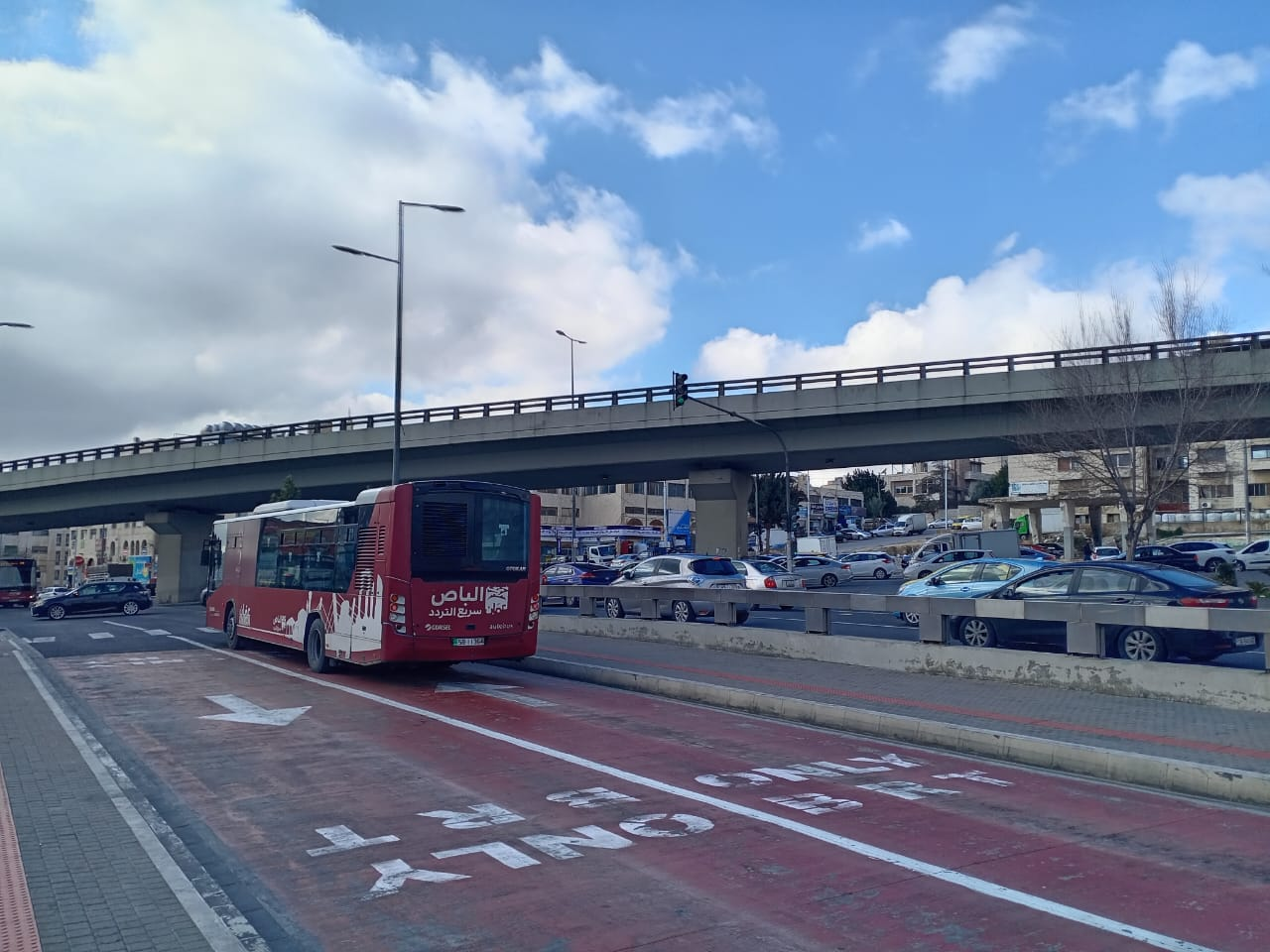
طريق الباص السريع بين عمان والزرقاء

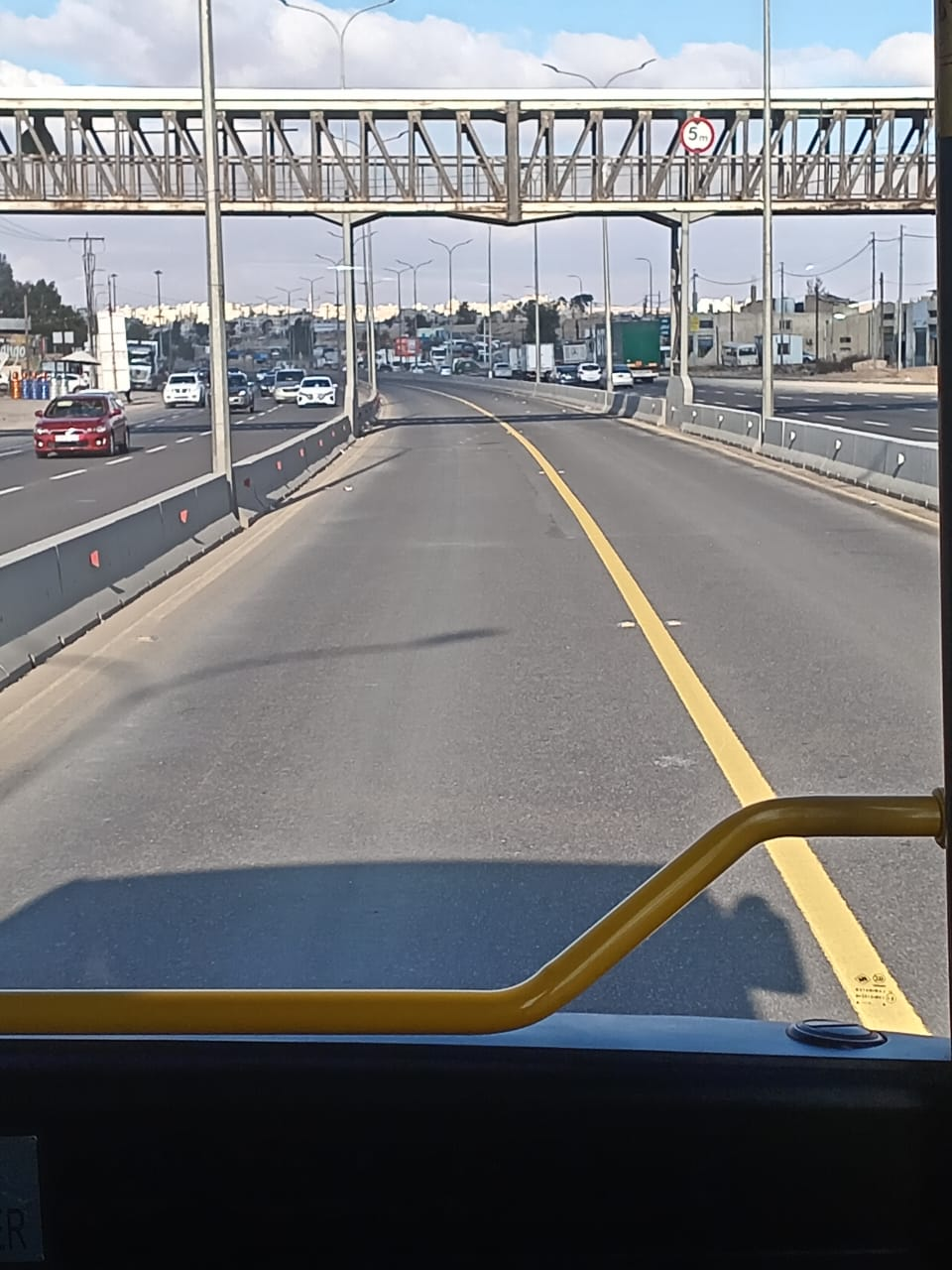
طريق الباص السريع بين عمان والزرقاء من داخل الحافلة

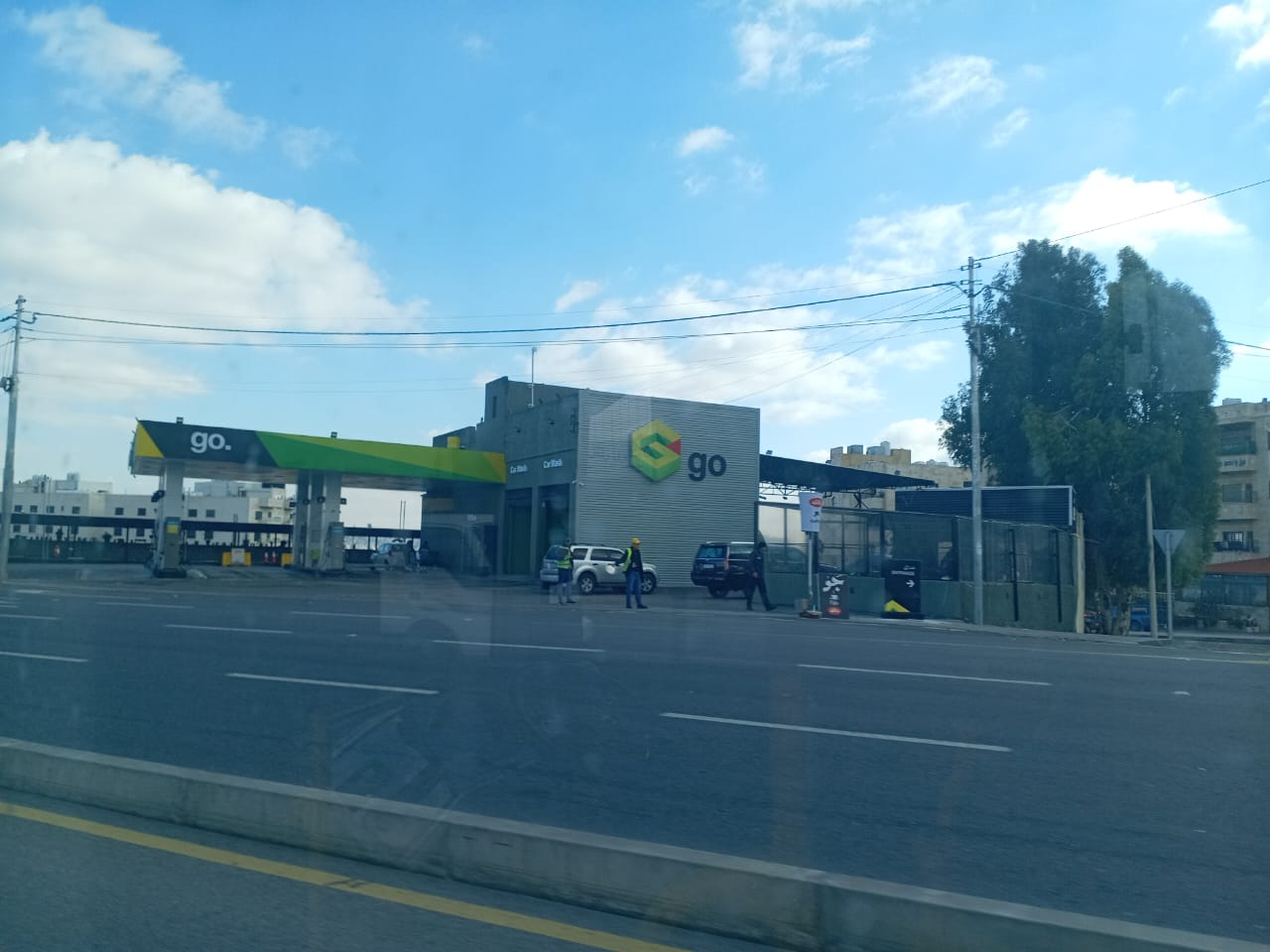
طريق الباص السريع بين عمان والزرقاء

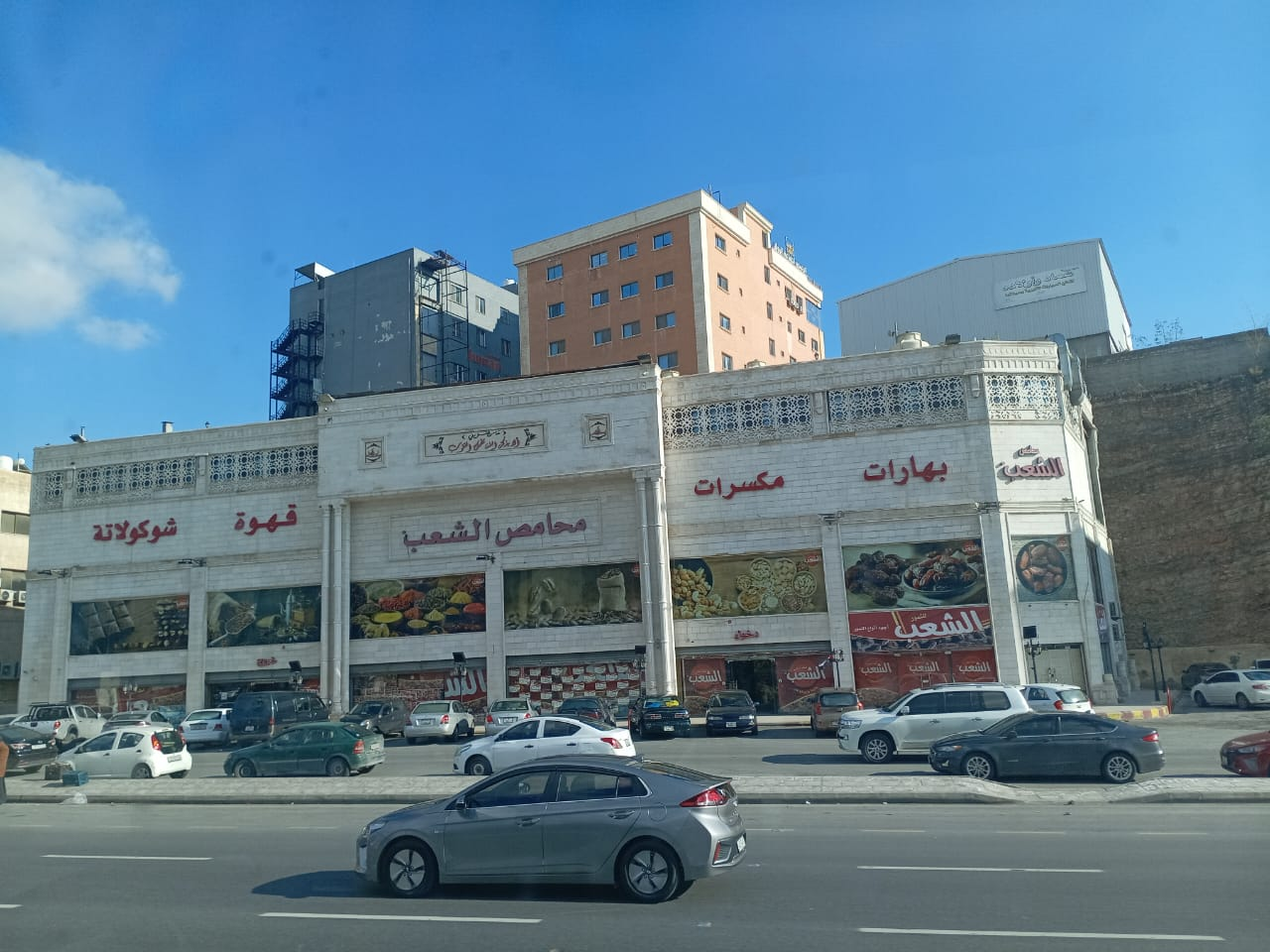
طريق الباص السريع بين عمان والزرقاء

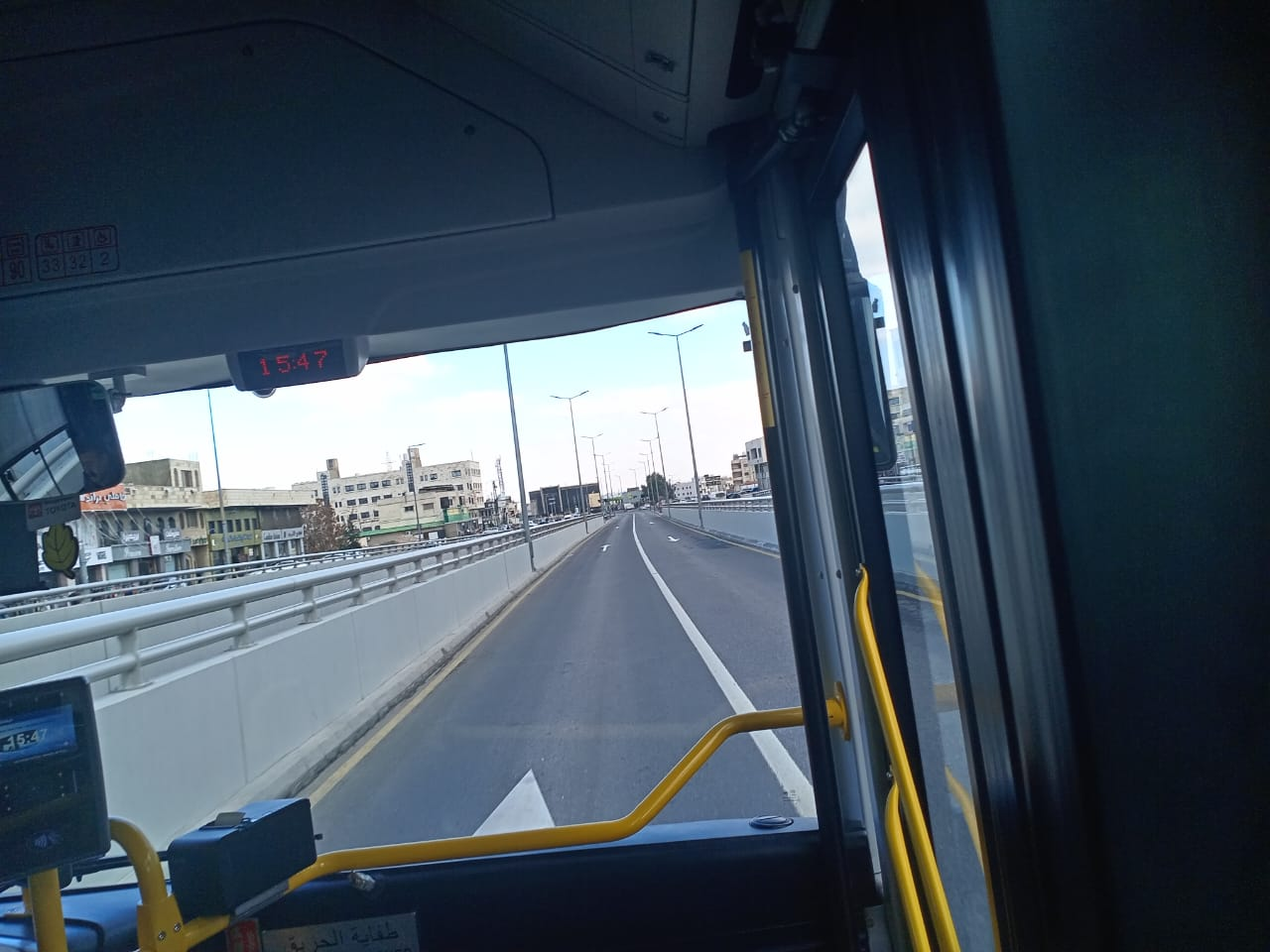
طريق الباص السريع بين عمان والزرقاء من داخل الحافلة

الباص السريع بين عمّان والزرقاء، يُعرف اختصاراً بـ«الباص السريع»، اسمه الرسمي «الباص سريع التردد»، وهو مشروع نقل داخلي سريع بالحافلات أُسِسَ لمعالجة قضايا النقل الداخلية بين مدينتين من أكبر المدن الأردنية، العاصمة عمّان ومدينة الزرقاء الصناعية، وهو نظام نقل عام مرن يوفر خدمات نقل سريعة وآمنة؛ إذ يعتمد على حافلات ذات سعة كبيرة تسير في مسارب مخصّصة لها. يوفر المشروع مستوى عالي من الخدمات، حيث تعمل الحافلات بترددات تصل إلى بضع دقائق، يشمل المشروع أيضاً محطات حديثة متكاملة.

## التكاليف
يكلّف المشروع ما يقارب 140 مليون دينار أردني. تصل سرعته إلى 80 كم/ساعة.[بحاجة لمصدر] كان قد بدأ تشغيله كتشغيل تجريبي في عمّان في نهاية يوليو 2021. أقام رئيس الوزراء الأردني بشر الخصاونة تجربة تشغيلية أولى، كما جعلت الحكومة الأردنية الأسبوعين الأولين بسعر قرشٍ واحد (شبه مجاني) لركوب حافلات الباص السريع، وذلك لتحفيز المواطنين على تجربة الباص السريع الذي كان في طور الإعداد وطال تجهيزه.
تم تشغيل الباص السريع بين عمان و الزرقاء بتاريخ 

## المسارات
المسارات بين عمان و الزرقاء  تتكون من  مسارين: 
1. المسار رقم (102) وهذا المسار ينطلق من الزرقاء باتجاه المدينة الرياضية  .
2. المسار رقم (103) وهذا المسار ينطلق من الزرقاء باتجاه محطة ر غدان .

هناك اقبال كثيف على المسارات فإن عدد الركاب الذين استخدمو المسار رقم (102) منذ بداية عام 2024  وصل الى مليون وخمسمائة الف راكب و مسار 
رقم (103) بلغ عدد ركاب هذا المسار اربعمائة الف  راكب منذ بداية العام 2024 . 

## معرض الصور

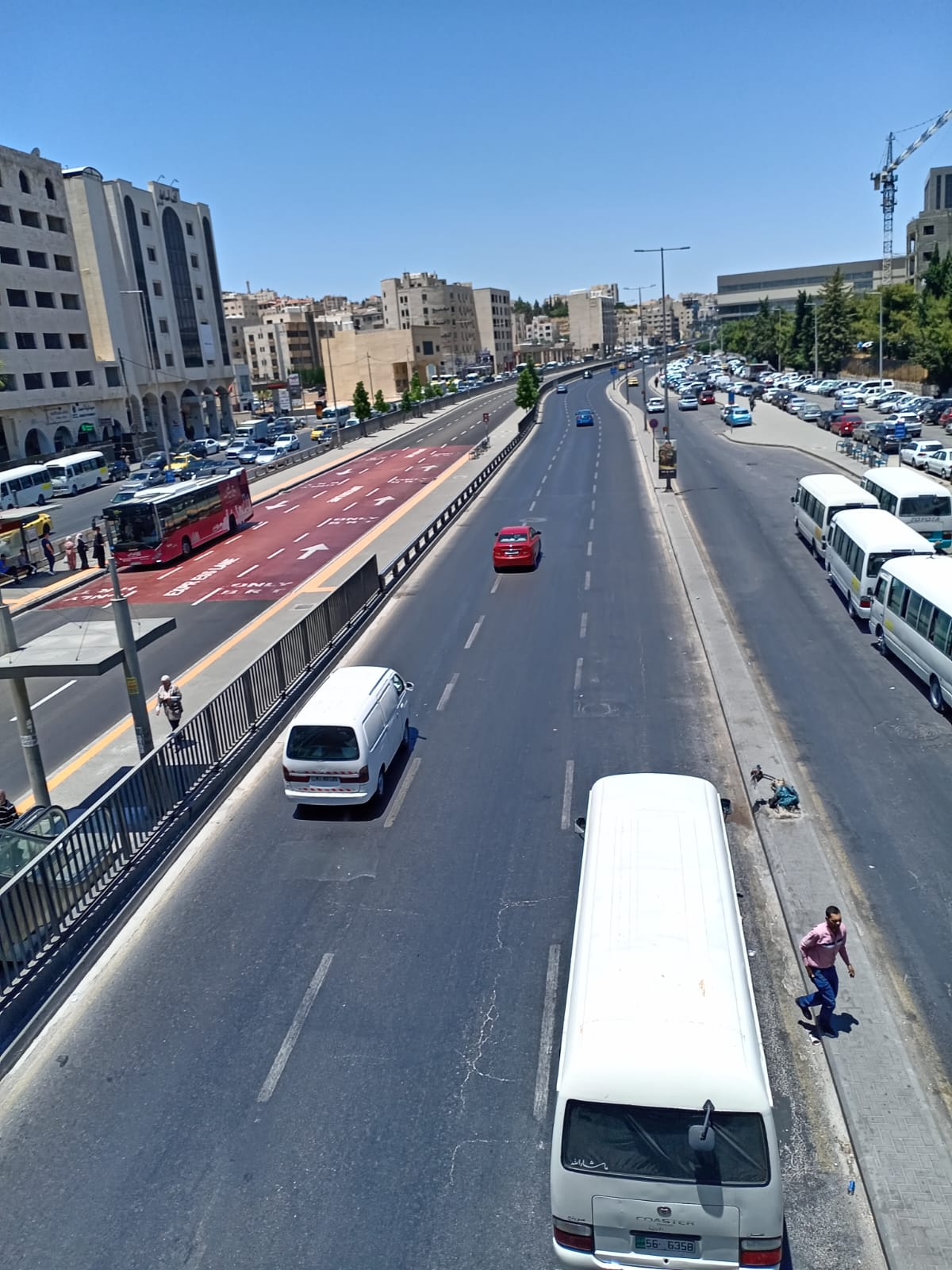
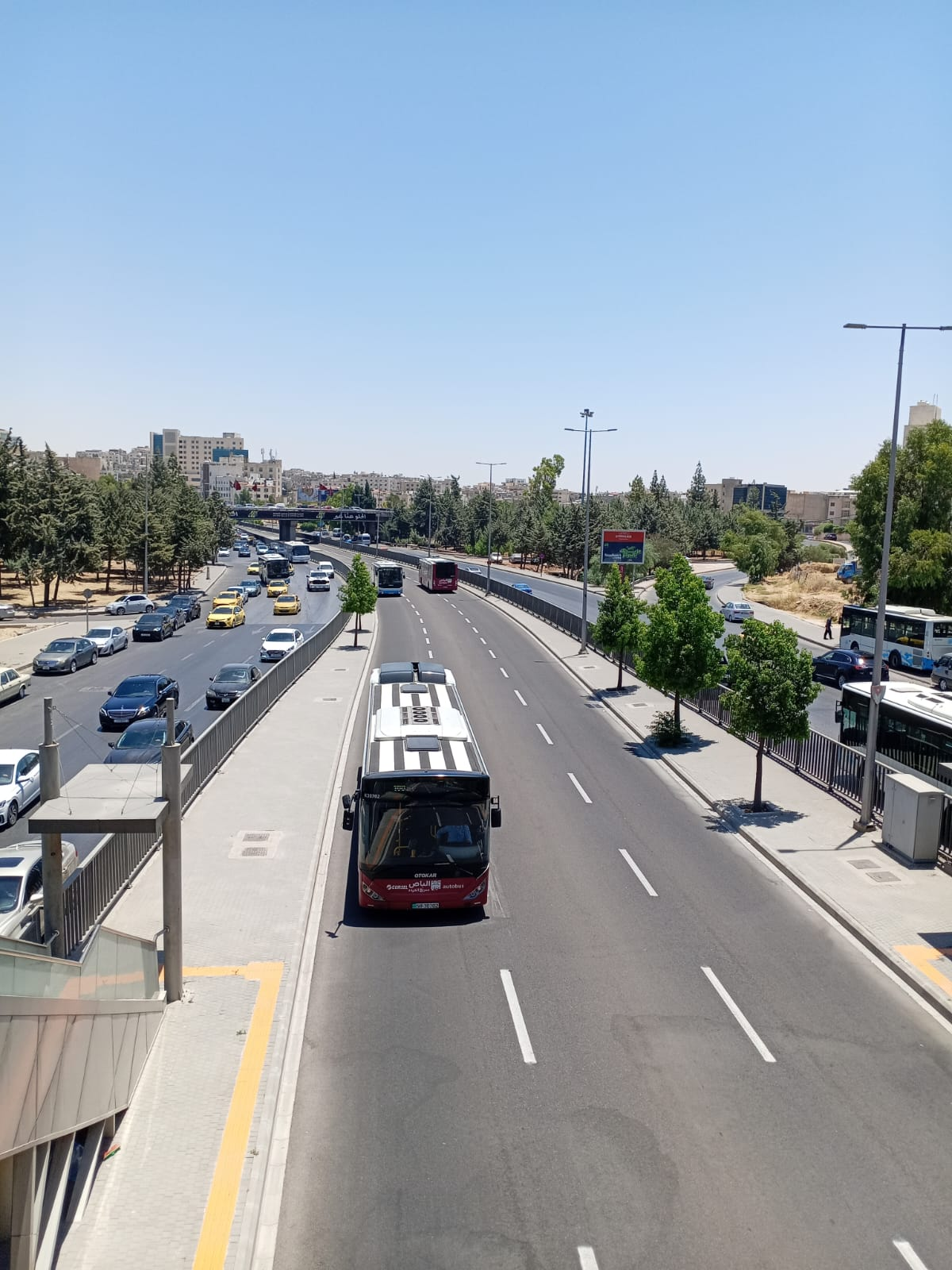
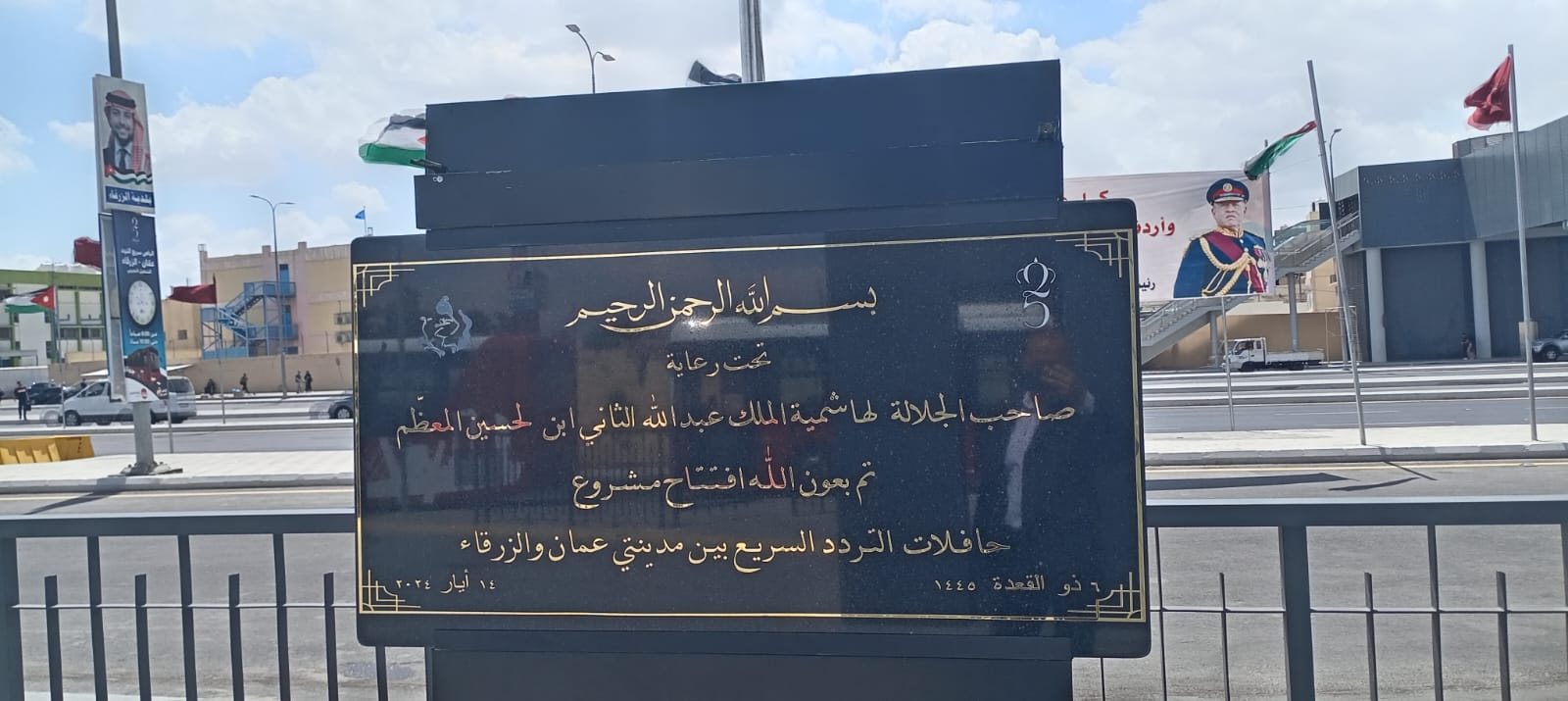
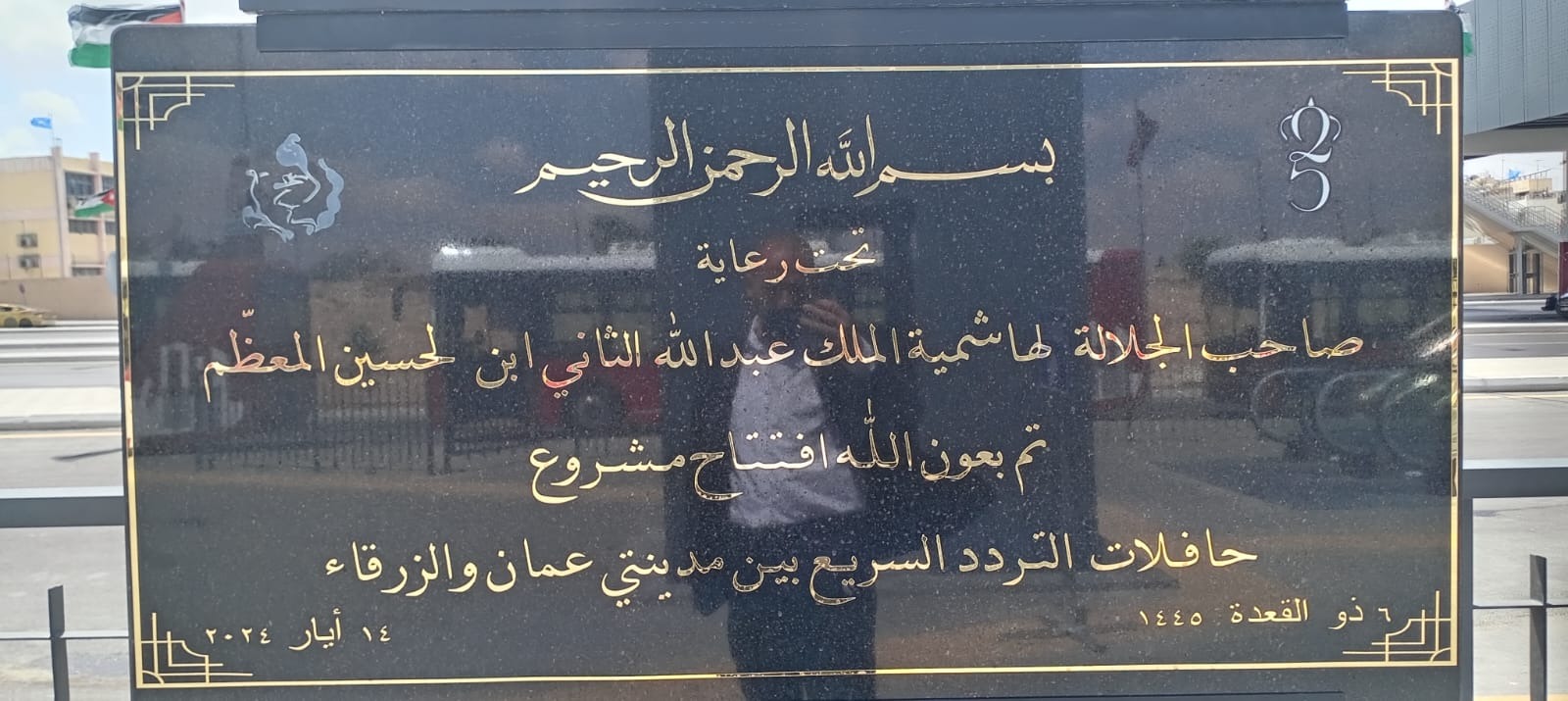
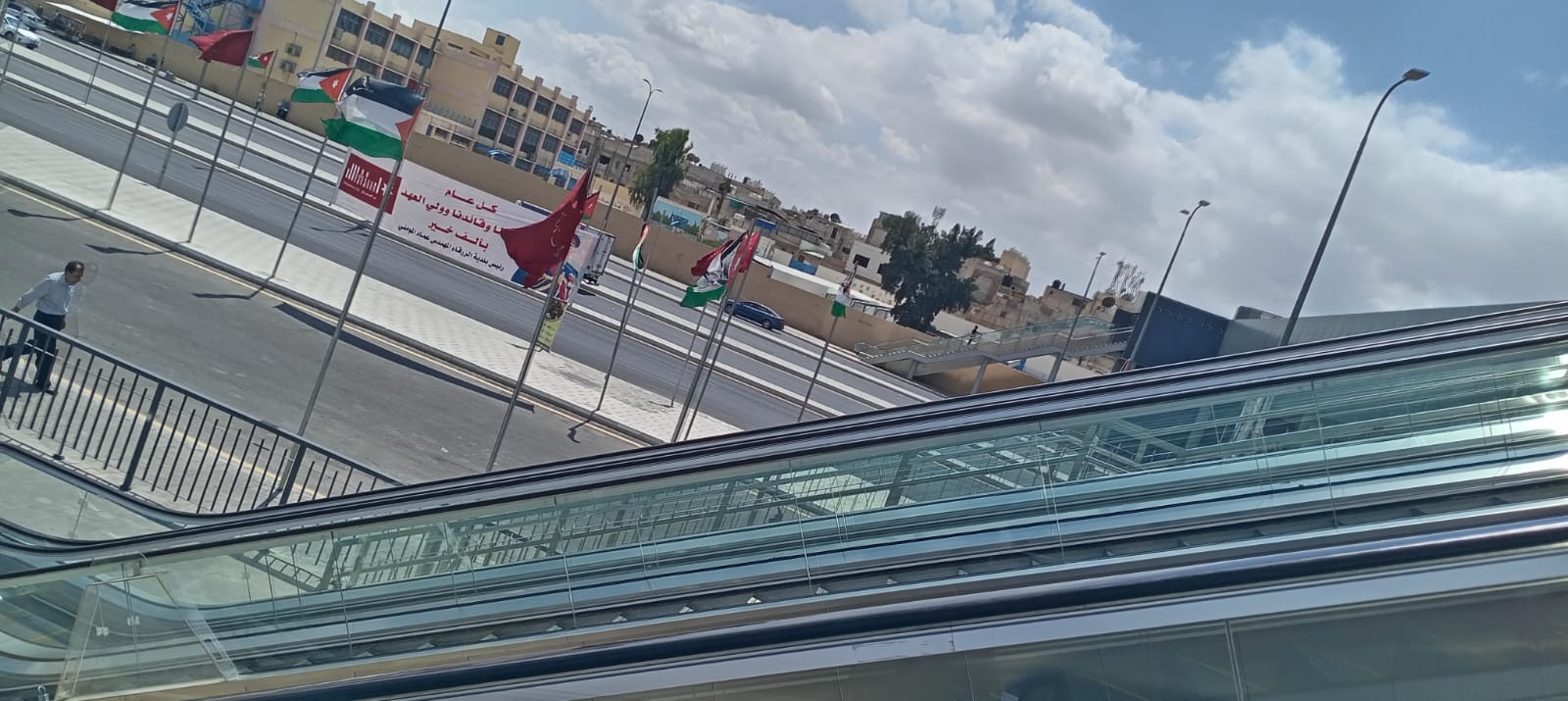
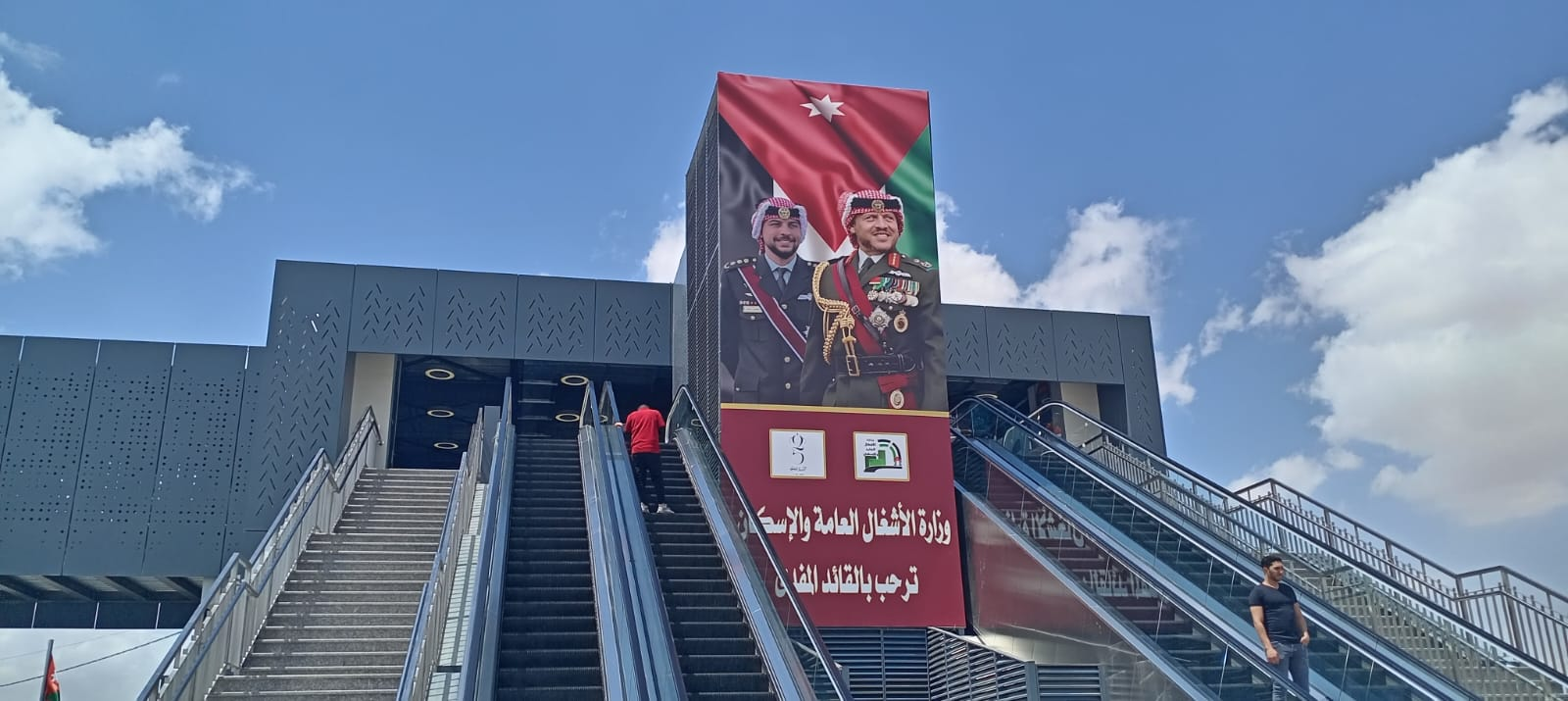
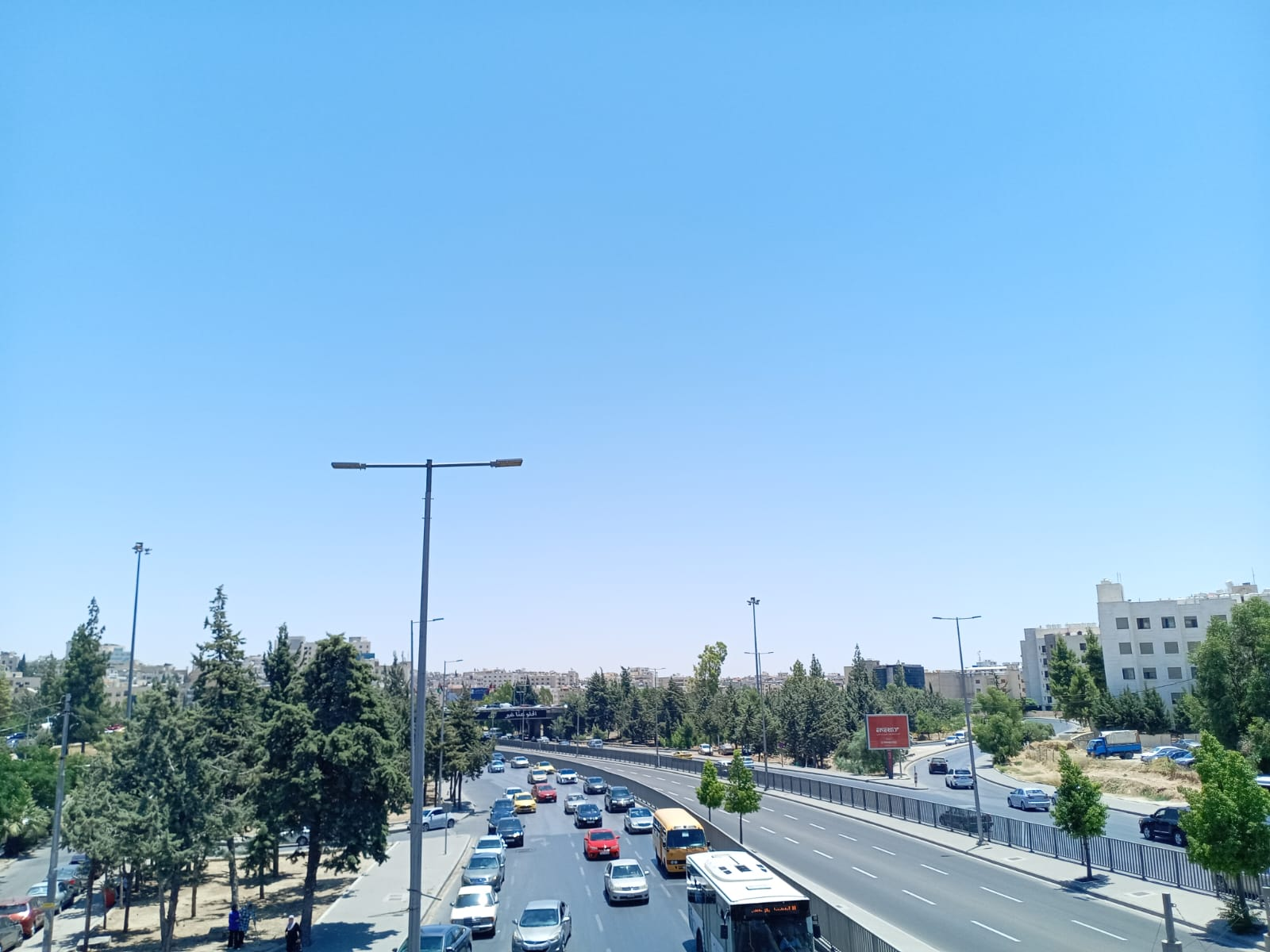